# Concordat de 1929

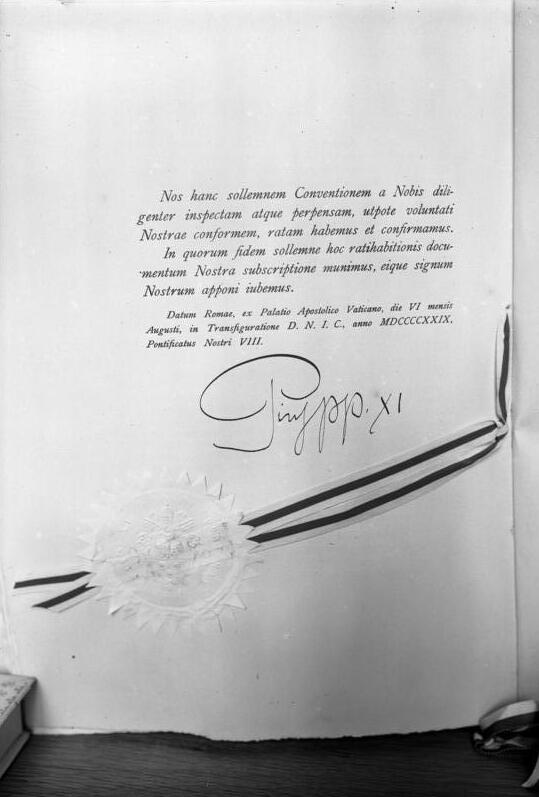
À des fins documentaires, les Archives fédérales allemandes conservent souvent les légendes d'images originales, qui peuvent être erronées, biaisées, obsolètes ou politiquement extrêmes. Intéressante, prise de vue inédite du premier et du dernier traité d'État avec le Vatican à Rome ! Le premier traité d'État entre la Prusse et le Saint-Siège, le traité de concordat avec la signature de sa main et le sceau du pape Pie XI.

Le concordat de 1929 est un traité de concordat signé à Berlin, le 14 juin 1929, entre l'État libre de Prusse et le Saint-Siège, sous le pontificat de Pie XI.

## Présentation
Le concordat est négocié par Eugenio Pacelli, nonce apostolique et archevêque titulaire de Sardes (de), Otto Braun, le ministre-président de Prusse, Carl Heinrich Becker, le ministre prussien des sciences, des arts et de l’instruction publique, et Hermann Höpker-Aschoff (de), le ministre prussien des finances.
Le concordat prévoyait :
- l'érection du diocèse d'Aix-la-Chapelle et du diocèse de Berlin ;
- l'érection de la prélature de Schneidemühl (Piła) pour les parties des archidiocèses de Gnesen (Gniezno) et de Posen (Poznań) et du diocèse de Kulm (Chełmno) ;
- l'incorporation au diocèse d'Osnabrück des territoires de mission dont l'évêque d'Osnabrück était l'administrateur apostolique ;
- l'incorporation au diocèse de Fulda du commissariat de Heiligenstadt et du doyenné d'Erfurt, qui relevaient du diocèse de Paderborn ;
- l'incorporation au diocèse de Hildesheim du comté de Schaumbourg, qui relevait du diocèse de Fulda ;
- l'incorporation au diocèse de Limburg de la partie de la ville de Francfort-sur-le-Main qui relevait du diocèse de Fulda ;
- la création de la province ecclésiastique de Paderborn, par élévation du diocèse de Paderborn au rang d'archidiocèse métropolitain.